# 捕捉レーダー
捕捉レーダー（英語: acquisition radar）は、目標捕捉 (target acquisition) を担当するレーダー。

## 概要
追尾レーダーでは、高精度の方位分解能を実現するためにビーム幅はかなり狭くなっており、目標の捜索には不向きである。このため、捜索レーダーと併用して、まず捜索レーダーによって目標の概略位置を把握したのちに、その周辺に追尾レーダーのビームを指向して、目標を探知・識別および位置決定を行って、追尾に移行することが多い。このような追尾への移行処理のことを捕捉処理と称する。そして、この目標捕捉手順を実行する機能を有するレーダーを捕捉レーダーと称する。
このような性格から、捕捉レーダーは追尾レーダーよりも探知距離が長く、しかも追尾レーダーによってただちに目標を捕捉するに足る精度での目標探知が求められる。このため、追尾レーダーと比してパルス幅が長く、パルス繰り返し周波数（PRF）が低くなる傾向がある。
専用の捕捉レーダーのほか、追尾レーダーに捕捉モードを組み込むかたちで実装されることもある。また、更に捜索レーダーも兼任する場合もあるほか、その別称として用いられる場合もある。